# Saïd-ad-Dawla (hamdànida)
Abu-l-FadàIl Saïd-ad-Dawla (àrab: أبو الفضائل سعيد الدولة, Abū l-Faḍāʾil Saʿīd ad-Dawla), més conegut com Saïd-ad-Dawla, fou el tercer i darrer emir hamdànida d'Alep del 991 al 1002.
A la mort del seu pare Sad-ad-Dawla el 991, el va succeir; va portar el làqab de Saïd-ad-Dawla, i va passar el seu regnat enfrontat amb els fatimites, rebent l'ajut de l'Imperi Romà d'Orient.
El 992 el general fatimita Mangutekin va atacar Alep i la va assetjar sense èxit, en part degut als atacs de Miquel Burtzes, governador romà d'Orient d'Antioquia i en part per la bona defensa de la ciutat i la manca d'esforç de Mangutekin.
Mangutekin va tornar a atacar el 994 i Said i el seu visir Lulu (que ja havia estat camarlenc en temps del seu pare) van cridar Burtzes, que fou derrotat a Gue, a l'Orontes. El setge d'Alep per Mangutekin va durar 11 mesos fins que a l'arribada l'emperador Basili II la primavera del 995 va obligar al general a aixecar el setge.
Said i Lulu van retre homenatge a l'emperador, però mentre els egipcis van estendre el control sobre altres parts de l'emirat d'Alep i el 998 van derrotar els romans d'Orient davant Apamea, ciutat que va quedar en poder dels fatimites.
Una campanya romana d'Orient el 999 va arribar fins a Beirut i una guarnició romana d'Orient es va establir a Shayzar, a l'emirat d'Alep, però el 1001 Basili II va fer un tractat de pau amb el califat fatimita i aquest també va signar un tractat amb l'emir d'Alep que va haver de reconèixer la sobirania del califa.
Alguns ghulams de l'emir hamdànida ja havien passat al servei del califa i Lulu, que de fet exercia el govern, aspirava a desfer-se del seu emir i gendre (doncs Saïd-ad-Dawla s'havia casat amb la seva filla).
El 1002 Lulu va fer assassinar Saïd-ad-Dawla, i va assolir el poder junt amb el seu fill Murtada-ad-Dawla Mansur, primer com a regent i el 1004 com a emir.